# Келлер, Род
Родни Фредерик Леопольд (Род) Ке́ллер (англ. Rodney Frederick Leopold Keller; 2 октября 1900, Тетбери, Глостершир, Англия — 1954, Нормандия, Франция) — канадский военачальник, генерал-майор, командовавший канадскими силами в ходе высадки в Нормандии.

## Биография
Родни Келлер родился в 1900 году в Глостершире (Англия). В 1920 году окончил Королевский военный колледж в Кингстоне и был направлен для прохождения службы в Канадский полк лёгкой пехоты принцессы Патриции. Позже, как кадровый офицер канадской армии, Келлер посещал в 1936 году курсы в Офицерском колледже Камберли.
После начала Второй мировой войны Келлер в должности бригадного майора (начальника штаба бригады) был направлен в составе канадских экспедиционных сил в Старый Свет. В Европе он выполнял обязанности штабного офицера 1-й Канадской пехотной дивизии и (в течение полутора месяцев в 1941 году) командира своего родного полка. Позже в 1941 году Келлер был произведён в бригадные генералы, приняв командование 1-й Канадской пехотной бригадой.
В 1942 году Келлер получил звание генерал-майора и возглавил 3-ю Канадскую пехотную дивизию. В 1944 году его дивизии была вверена задача осуществить высадку десанта в Нормандии на Джуно-Бич в ходе операции «Нептун». После высадки в Нормандии Келлер оставался командующим 3-й дивизии до 8 августа, когда получил ранение от дружественного огня в результате бомбёжки канадских войск американскими самолётами в ходе операции «Трактэбл», став единственным канадским генералом, раненным в ходе боевых действий во Второй мировой войне. После ранения Род Келлер уже не возвращался на службу. После войны он был олдерменом Келоуны (Британская Колумбия) и почётным командиром Драгунского полка Британской Колумбии, занимая этот пост до самой смерти. Келлер скончался в 1954 году во время визита в Нормандию.

## Оценки современников
Келлер как военачальник получил от современников, в том числе непосредственных командиров и подчинённых, крайне противоречивые оценки. Если командующий 1-й Канадской армией Харри Крирар отзывался о нём как о «динамичном командире, который заслуживает продвижения по службе до командования корпусом», а штабной офицер подполковник Кот высоко оценивал его «компетентность и энергию в процессе подготовки к высадке в Нормандии», то начальник Генерального штаба канадской армии Кеннет Стюарт называл Келлера переоценённым, далеко не выдающимся, надутым и пренебрежительно относящимся к окружающим, отказывая ему в способностях командовать даже бригадой, не говоря уже о дивизии. Руководитель оперативного отдела штаба дивизии Келлера подполковник Мингей вспоминает, что в процессе высадки Келлер не был способен держать ситуацию под контролем, не справляясь со стрессом и жалуясь на плохое самочувствие.
Эти свидетельства показывают, что в ситуациях, характеризуемых разным уровнем стресса, Келлер мог проявлять себя по-разному. Неустойчивость Келлера едва не стала причиной его отставки менее чем за месяц до высадки в Нормандии, однако тогда командующий 2-м Канадским корпусом Гай Симондс посчитал, что он способен продолжать командовать. В конце концов неэффективные действия Келлера в ходе операции «Спринг» и битвы за Кан заставили Симондса принять решение не назначать его на командные должности после ранения 8 августа. Среди других причин отстранения Келлера от дальнейшего командования называются пристрастие к алкоголю и нарушения режима секретности в ходе подготовки операции «Нептун».